# Autoritarismus
|  Autoritarismus |  Mischform |  Demokratie |

Herrschaftsform nach Land gemäß Demokratieindex für das Jahr 2024:

Autoritarismus (lateinisch auctoritas ‚Einfluss‘, ‚Geltung‘, ‚Macht‘) ist eine Herrschaftsform, bei der im Unterschied zur Demokratie die politische Macht nicht bei der gesamten Bevölkerung liegt, sondern bei einer oder wenigen Personen. Die Bürger eines autoritär regierten Staates haben also keine Möglichkeit, durch freie Wahlen die Regierung nach ihrem Wunsch zu ändern. In der Regel kommt es unter der Herrschaft von autoritären Regimen auch deutlich häufiger als in Demokratien zu Verletzungen der Menschenrechte, bspw. durch die Inhaftierung politischer Gegner.
Ein umgangssprachliches Synonym ist Diktatur, dieser Begriff wird in der Politikwissenschaft allerdings nicht verwendet, da er nicht eindeutig definiert ist.
Derzeit lebt etwa die Hälfte der Weltbevölkerung in mehr oder weniger autoritären Systemen. Der größte, eindeutig autoritäre Staat ist China.
Als Extremform des Autoritarismus gilt der Totalitarismus.

## Soziale und politische Basis autoritärer Systeme
Autoritäre Systeme werden von bestimmten sozialen Kräften einer Gesellschaft getragen. Diese bilden gegebenenfalls ihre oligarchische Machtbasis. Diese sozialen Kräfte können in z. B. zivile und militärische Kräfte unterteilt werden. Das heißt, autoritäre Staaten können zivil, militärisch, tribal, religiös oder bürokratisch usw. gestützt sein.

## Legitimationsmuster autoritärer Systeme
Max Weber beschreibt drei Formen der Legitimation: traditionelle, charismatische und rationale Legitimität. In Bezug auf autoritäre Systeme sind nur die traditionelle und charismatische Legitimität von Bedeutung.
Traditionell bedeutet nach Max Weber: „die Autorität des ewig Gestrigen: der durch unvordenkliche Geltung und gewohnheitsmäßige Einstellung auf ihre Innehaltung geheiligter Sitten“ – dieses Legitimationsmuster trifft vor allem auf autoritäre Staaten zu, in denen die Religion als Legitimation für den Herrschenden gilt und das Politische nicht vom Sakralen getrennt ist. Beispiele hierfür sind Saudi-Arabien und der Iran, wobei Anklänge an dieses Muster auch in Teilen der westlichen Welt (z. B. Bible Belt), wenn auch mit beschränktem Einfluss, vorzufinden sind.
Charismatisch bedeutet nach Max Weber: „aus Begeisterung oder Not und Hoffnung geborene, gläubige, ganz persönliche Hingabe“ – dieses Legitimationsmuster trifft vor allem auf Länder zu, in denen ein politischer Führer Anerkennung in der Bevölkerung erworben und seine Herrschaft in einem autoritären System verankert hat. Als ein Beispiel hierfür kann Kuba unter Fidel Castro angesehen werden.

## Strukturmuster der politischen Macht
In autoritären Systemen ist die Macht in der Regel zentralisiert. Die meisten modernen autoritären Staaten sind Scheindemokratien, da laut Verfassung häufig formal demokratische Strukturen vorgeschrieben sind, diese allerdings nicht wirklich bestehen.
Vergleicht man Industrie- und Entwicklungsländer, kann ein höheres Maß an Personalisierung des Politischen festgestellt werden. Als personalistisch bezeichnet man eine Führung dann, wenn sie in einer Person konzentriert ist.

## Beziehung zwischen Machthabern und Herrschaftsunterworfenen
Das wesentliche Element im Verhältnis von Machthabern und Machtunterworfenen ist die Gewalt „von oben“, meist in Form einer Geheimpolizei, deren Zweck darin besteht, die politische Macht der herrschenden Klasse zu schützen und jegliche Form der Opposition zu unterdrücken. Die politische Partizipation wird von den Machthabern entweder unterbunden oder gesteuert.
Die Kommunikationsforscherin Sarah Oats bezeichnete die Rolle der Massenmedien als einen kritischen Faktor beim Abgleiten eines Staates in den Autoritarismus. Zur Stabilisierung eines etablierten Regimes können die verschiedenen Strategien Zensur, Selbstzensur oder Propaganda verfolgt werden. Durch die Kontrolle der großen Medien sei es nach dem Politikwissenschaftler Stephen K. Wegren annähernd ausgeschlossen, dass Medien eine Debatte auslösen können, wie dies eine Funktion von Medien in offenen politischen Systemen der Fall sei.
Angesichts der stärker werdenden Popularität rechtspopulistischer Parteien sprechen Medien in den 2010er Jahren von einer Krise des Liberalismus. So hebt etwa der Journalist Thomas Assheuer hervor, dass der Soziologe Ralf Dahrendorf bereits in den 1990er Jahren voraussagte, dass die Globalisierung „eher autoritären als demokratischen Verfassungen Vorschub leisten“ werde. Der deutsche Bundespräsident Frank-Walter Steinmeier warnte 2017 mehrmals – in seiner Antrittsrede vor dem Bundestag, bei seinem ersten Auslandsbesuch in Frankreich sowie bei seiner ersten Rede im Europaparlament – vor einer neuen „Faszination des Autoritären“.
Der Herausgeber der Berliner Zeitung Michael Maier nannte wesentliche Kennzeichen, die autoritäre Systeme von einer auf Gewaltenteilung basierenden freiheitlichen Demokratie unterscheiden: „Autoritäre Systeme können über Nacht Maßnahmen verordnen. Sie können die Bürgerrechte nach Belieben einschränken. Polizei- und Überwachungsstaat ersticken Widerstand im Keim. Andersdenkende oder Kritiker werden mundtot gemacht, verschwinden von der Bildfläche – über Nacht. Denunziation ist der Kitt, der Unrechtssysteme im Innersten zusammenhält. Bürokratische Schikanen nötigen die Bürger zum Wohlverhalten. Um sich selbst nicht zu gefährden, misstrauen die Bürger einander und verraten sich gegenseitig. Mitbestimmung, Expertise und Parlamentarismus werden als Fassaden aufrechterhalten. Eine unabhängige Justiz gibt es nicht. Zensur findet statt. Die Würde des Menschen ist eine Frage von Gunst und Willkür. Der Rechtsweg ist ausgeschlossen. Die Entscheidung über Krieg und Frieden ist den Interessen von kleinen Cliquen untergeordnet. Die Macht der Herrschenden ist unantastbar. Der Wille der Machthaber ist unberechenbar. Die Missachtung von kleinsten Vorschriften kann gravierende Folgen haben. Die Vorschriften ändern sich oft über Nacht, manchmal sogar im Nachhinein.“ Er betonte, es sei in Europa „viel zu verlieren“ und sprach von einer Belastungsprobe des europäischen Systems, welches – im Zuge einer schleichenden „globalen Angleichung“ – zunehmend Symptome einer „Anarchie von oben“ zeige.

## Typologie autoritärer Regime nach Juan J. Linz

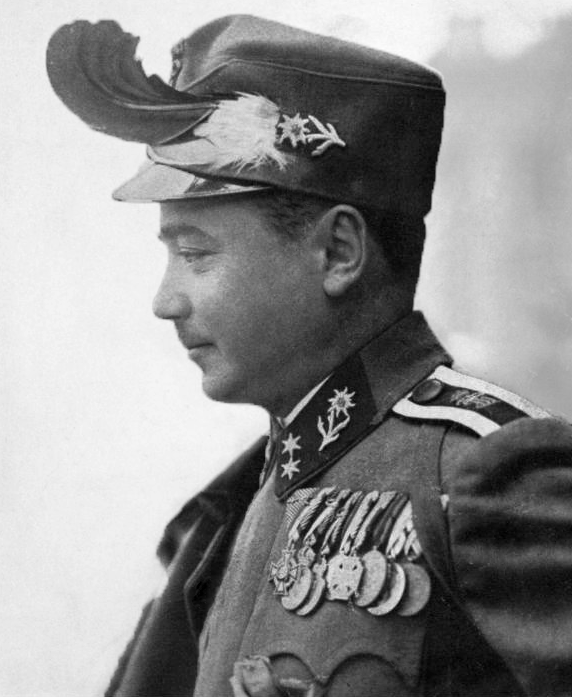
Engelbert Dollfuß’ Diktatur in Österreich enthielt eine Vielzahl von autoritären Elementen

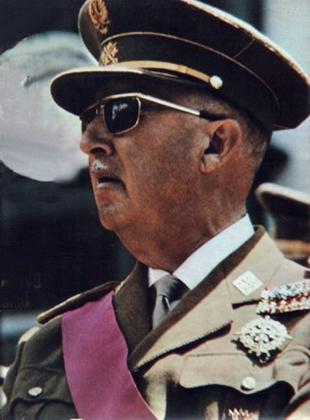
Francisco Franco, Diktator Spaniens von 1936 bis 1975 und einer der letzten autoritären Diktatoren in Europa

Folgende Typen autoritärer Regime wurden von Juan J. Linz systematisiert. Sie sind idealtypisch und nur selten deckungsgleich mit real existierenden Regimen.

### Bürokratisch-militärisches Regime
Merkmale:
- keine mobilisierungsfähige Partei
- Führung: a-charismatische Militärs
- Mentalität pragmatisch

Dieser Typ folgt meist auf ein liberal-demokratisches System, das über keine Systemloyalitäten oder keine stabile Regierung verfügt hat.
Beispiele:
- Militärdiktaturen in Lateinamerika 1960er bis 1990er
- Union Myanmar
- Thailand
- Pakistan
- Ägypten
- Fidschi
- Türkei (1960–1961), (1971–1973), (1980–1983)

### Autoritärer Korporativismus
Merkmale:
- vom Staat verfügte Prozedur der Interessenrepräsentation
- zwangsadministrative Begrenzung innergesellschaftlicher Konflikte

Ideologische Alternative für Gesellschaften, die infolge ihrer ökonomischen und sozialen Komplexität nicht allein mit technokratisch-autoritären Mitteln regiert werden können.
Beispiele:
- Austrofaschismus in Österreich (1934–1938)
- Estado Novo in Portugal (1933–1974)
- Horthy-Ungarn (1919/1920–1944)

### Mobilisierende autoritäre Regime
Merkmale:
- emotionale Legitimationsformen durch eine affektive Identifikation mit der Regierung
- plebiszitäre Beteiligungsformen sollen dabei helfen, die Unterstützung zu sichern.

Beispiele:
- Franco-Spanien (1939–1976)
- Erste Slowakische Republik (1939–1945)

### Postkoloniale mobilisierende Regime
Merkmale:
- begrenzter Pluralismus
- relative Autonomie der Gesellschaft
- Heterogene politische Tendenzen und Kräfte

Vor allem im postkolonialen Afrika ließen soziale und ökonomische Disparitäten, ethnische, linguale und religiöse Unterschiede der Bevölkerung und eine schwache Bürokratie viele Staatsführer glauben, dass nur ein autoritär geführter Staat Erfolg verheißen würde. Die meisten dieser Regime sind Militärputschen oder der Umwandlung in rein persönliche Herrschaften zum Opfer gefallen.
Beispiele:
- Elfenbeinküste
- Tansania
- Burkina Faso

### Neopatrimoniale Regime
Unter Neopatrimonialismus wird ein besonders häufig in Afrika anzutreffender Herrschaftstyp bezeichnet, der als eine Mischform aus klassisch-patrimonialer und legal-rationaler Herrschaft angesehen werden kann. Als Regimetyp ist er zwischen Autokratie und Demokratie anzusiedeln. Kennzeichnende Bestandteile des Neopatrimonialismus sind Klientelismus und politische Patronage.
Beispiele:
- Kamerun
- Kenia
- Indonesien
- Kolumbien

### Rassendemokratien und Ethnokratien
Kennzeichnend für Rassendemokratien und Ethnokratien ist, dass bestimmte ethnische Gruppen von der politischen Partizipation ausgeschlossen werden und keine demokratischen Rechte besitzen. Es wird nicht nur Druck auf die diskriminierte, in den historischen Beispielfällen nicht-weiße Bevölkerung ausgeübt, sondern auch auf Dissidenten aus der privilegierten Schicht (historisch: Weiße), die die Trennungspolitik bekämpfen und in Frage stellen.
Beispiele:
- Südafrika (bis 1994)
- Rhodesien (bis 1980, dann wieder seit 1987)
- Südstaaten der USA bis in die späten 1960er Jahre

### Unvollständige totalitäre und prätotalitäre Regime
Merkmale:
- Entwicklungstendenzen zum Totalitarismus gestoppt oder verzögert

Der Prätotalitarismus bezeichnet die Übergangsphase zum Totalitarismus.
Beispiele:
- Spanien nach dem Bürgerkrieg (1939)
- Deutsches Reich kurz nach der Machtübernahme (1933)

### Posttotalitäre autoritäre Regime
Merkmale:
- Verblassen utopischer Fernziele, Ritualisierung bzw. formelhafte Erstarrung der Ideologie
- graduelle soziale, ökonomische und kulturelle – jedoch keine politische – Repluralisierung
- bürokratischer Führungsstil der politischen Eliten, Tendenz zur Verrechtlichung des Herrschaftshandelns
- Ritualisierung bzw. Erstarrung der gesellschaftlichen Mobilisierung, bei teilweiser Duldung oder gar Förderung der Flucht ins Privatleben

Der Posttotalitarismus bezieht sich vor allem auf die Sowjetunion und ihre osteuropäischen Satellitenstaaten seit der Entstalinisierung. Diese Kategorie enthält noch weitere Subtypen.
Subtypen:
- früher Posttotalitarismus: Bulgarien (1988/89)
- eingefrorener Posttotalitarismus: DDR (1971–1989), Tschechoslowakei (1977–1989)
- reifer Posttotalitarismus: Ungarn (1982–1988)
- Posttotalitarismus mit sultanistischen Zügen: Rumänien unter Ceaușescu
- Übergang vom Posttotalitarismus zum Autoritarismus: Polen (1980er Jahre)

## Typologie autoritärer Regime nach Wolfgang Merkel
Der deutsche Politikwissenschaftler Wolfgang Merkel definiert zehn unterschiedliche autoritäre Typologien:

### Kommunistisch-autoritäres Parteienregime
Merkmale:
- Partei als Avantgarde der Arbeiterklasse und damit einziges legitimes Machtzentrum
- meist Einparteiensystem oder ein solches in Verbindung mit Satellitenparteien (z. B. die Blockparteien in der DDR) neben ihr
- enger Führungszirkel (meist ein Politbüro) trifft die Entscheidungen
- kollektives Führungsgremium

Beispiele:
- Sowjetunion 1924–1929, 1953–1956, 1985–1991
- Volksrepublik Polen ab 1956
- Volksrepublik Ungarn ab 1956
- Volksrepublik China seit den 1990er Jahren
- Jugoslawien unter Tito

### Faschistisch-autoritäres Regime
Merkmale:
- Führerprinzip
- Antisozialismus
- Antiliberalismus
- korporatistische Ideologie und Organisationsstruktur
- Parteiarmee
- Massenmobilisierung
- legitimatorischer Rückgriff auf vormoderne Mythen und Ordnungsmuster (Germanentum, Hispanität, Latinität)

Beispiele:
- Faschistisches Italien
- NS-Deutschland bis 1938
- Unabhängiger Staat Kroatien
- Antonescu-Regime in Rumänien
- Slowakischer Staat

### Militärregime
Allgemeine Merkmale:
- Militarismus
- Patriotismus/Nationalismus
- Nationale Sicherheit
- Ruhe und Ordnung
- Modernisierung von Wirtschaft und Verwaltung
- mehrere Varianten

#### Bürokratisch-militärisches Regime
Merkmale:
- Junta von acharismatischen Militärs
- ideologiearmer Pragmatismus
- folgt häufig auf liberale Demokratien

Beispiele:
- lateinamerikanische Militärdiktaturen der 1960er und 1970er Jahre
- Griechische Militärdiktatur
- Thailand
- Südkorea 1961–1988

#### Militärisches Führerregime
Merkmale:
- meist charismatischer militärischer Führer
- spätere politische Lösung des Regimes vom Militär
- Legitimation durch direkt-plebiszitäre Beziehung zum Volk

Beispiele:
- Ungarn unter dem Reichsverweser Miklós Horthy
- Zweite Polnische Republik unter Józef Piłsudski
- Paraguay unter Alfredo Stroessner

#### Militärisches Gangsterregime und Warlord-Herrschaft
Merkmale:
- reines Repressionsregime ohne wertorientierte Zielvorstellungen
- persönliche Bereicherung der Warlords und Privatisierung des Militärs
- Ergebnis von zerfallender Staatlichkeit
- meist nur von kurzer Dauer

Beispiele:
- Mobutu-Regime in Zaire (Demokratische Republik Kongo)
- Afghanistan 1990–1995
- Liberia unter Charles Taylor 1997–2003
- Somalia seit den 1990er Jahren

### Korporatistisch-autoritäres Regime
Merkmale:
- „organische Demokratie“
- staatlich kontrollierte Wirtschafts- und Berufsstände
- permante Zwangsschlichtung im nationalen Interesse

Beispiele:
- Estado Novo in Portugal
- Austrofaschismus
- Franquistisches Spanien und faschistisches Italien in der Frühphase der Regime

### Rassistisch-autoritäres Regime
Merkmale:
- Ausschluss einer bestimmten Ethnie oder durch ihre Hautfarbe definierten Bevölkerungsgruppe aus dem demokratischen Prozess und von Bürgerrechten
- für das in den historischen Fallbeispielen zumeist weiße Mehrheiten bzw. Minderheiten einschließende politische System galten demokratische Normen und Verfahren.

Beispiele:
- Südafrika während der Apartheid
- Rhodesien
- USA bis zum Civil Rights Act

### Autoritäres Modernisierungsregime
Merkmale:
- tritt entweder als Militär-, Einparteien- oder Führerregime auf
- Fehlen einer traditionellen Herrschaftsform
- häufig aus Befreiungsbewegungen hervorgegangen

Beispiele:
- Peronistische Regime in Argentinien
- Ägypten unter Gamal Abdel Nasser
- Türkei unter Atatürk
- Algerien unter Ben Bella
- Militärdiktatur in Chile

### Theokratisch-autoritäres Regime
- Theokratie
- religiöse Heilslehre als staatlich verordnete Weltanschauung
- Tendenz zum Totalitarismus

Beispiele:
- Iran seit 1979
- Tibet (1912–1951)

### Dynastisch-autoritäres Regime
Merkmale:
- monarchisches Prinzip
- konstitutionelle Monarchie und nicht-konstitutionelle Monarchie

Beispiele:
- England/Großbritannien 17.–19. Jahrhundert (konstitutionelle Monarchie)
- Scheichtümer in der Golfregion
- Königsdiktaturen in Osteuropa während der Zwischenkriegszeit

### Sultanisch-autoritäres Regime
Merkmale:
- Mischung aus extrem personalisiertem und erratischem Herrschaftsstil
- Familienklan-Herrschaft

Beispiele:
- Rumänien unter Nicolae Ceaușescu ab den 1970er Jahren

### Autoritäres Rentenregime
Merkmale:
- Nutzung so genannter Renteneinkommen (vor allem aus Erdölexporten)
- geringe oder keine Belastung der Untertanen mit Steuern und Abgaben

Beispiele:
- erdölexportierende arabische Länder

## Autoritarismus in der Sozialpsychologie
Der Autoritarismus wird sozialpsychologisch als eine Einstellung, häufig auch als eine Persönlichkeitseigenschaft aufgefasst (autoritäre Persönlichkeit bzw. autoritärer Charakter) oder dient als Oberbegriff für faschistoide und antidemokratische Einstellungen. Psychologisch ist der Begriff doppeldeutig, denn er beschreibt einerseits ein extrem dominantes Verhalten, andererseits die Bereitschaft zur Unterwerfung unter Ranghöhere. Insofern hängen Autoritarismus und Gehorsam zusammen.
In ihren bekannten und viel diskutierten Experimenten haben Stanley Milgram (Milgram-Experiment) und Philip Zimbardo (Stanford-Prison-Experiment) das beobachtete Gehorsamkeitsverhalten unter simulierten, für die Teilnehmer realistisch wirkenden Bedingungen untersucht und nach Zusammenhängen mit anderen sozialen Einstellungen und Persönlichkeitsmerkmalen gefragt. Philip Zimbardo: „The only link between personality and prison behavior was a finding that prisoners with a high degree of authoritarianism endured our authoritarian prison environment longer than did other prisoners.“ (Die einzige Verbindung zwischen Persönlichkeit und Gefängnisverhalten war der Befund, dass Gefangene mit einem hohen Grad an Autoritarismus unsere autoritäre Gefängnisumgebung länger ertrugen als andere Gefangene.)
Die amerikanische Verhaltensökonomin Karen Stenner argumentiert, dass Autoritarismus kein Persönlichkeitsmerkmal sei, sondern als eine Reaktion auf Bedrohungen der normativen Ordnung anzusehen ist, die sich darin äußert, dass das „vorgestellte ‚Wir‘“ zerfällt, was zu Angst vor dem „ethnischen Verschwinden“ und vor Zuwanderung führt.

## Abgrenzung zum Totalitarismus
Nach Juan Linz, der den Begriff in den 1960er Jahren geprägt hat, unterscheidet der Autoritarismus sich vom diktatorischen Totalitarismus durch:
1. begrenzten Pluralismus,
2. keine umfassend formulierte Ideologie,
3. weder extensive noch intensive Mobilisierung.

Der begrenzte Pluralismus ist als zentrales Abgrenzungsmerkmal zu sehen. Der Handlungsspielraum von politischen und gesellschaftlichen Akteuren hängt weitgehend von der autoritären Staatsführung ab. In Abgrenzung zum Totalitarismus ist für den Autoritarismus zutreffender von Mentalitäten zu sprechen als von (politischen) Ideologien und Weltanschauungen. Mentalität ist nach Theodor Geiger „subjektive Ideologie“, aber „objektiver Geist“. Mentalitäten sind psychische Prädispositionen und funktionieren formlos.
Das Fehlen einer klaren Ideologie bewirkt einen Verlust der Mobilisierungsfähigkeit; der Bevölkerung fehlt eine emotionale Bindung an das System. Daher formulieren autoritäre Regime ihre Politik pragmatisch und versuchen gleichzeitig, allgemeine Wertvorstellungen wie Patriotismus, Nationalismus, Modernisierung und Ordnung durchzusetzen.